# Gandalf Airlines

La rete dei collegamenti nel 2000

Gandalf Airlines è stata una compagnia aerea regionale costituita da tre imprenditori lombardi: Luciano Di Fazio, Domiziano Boschi e Luigi Gozzini. La sede principale del vettore era l'aeroporto Orio al Serio di Bergamo.
L'idea alla base della compagnia aerea, al momento della presentazione ufficiale, era che esistesse una nicchia di clienti disposti a pagare un sovrapprezzo pur di ottenere un servizio di qualità. Per questo motivo i voli Gandalf operavano in regime di piena classe "affari". per la flotta iniziale fu scelto il robusto e versatile bimotore Dornier, sia nella versione di base Do.328 che in quella con motori a reazione Do.328JET.

## Storia
Fondata nell'aprile 1998 e attivata un anno dopo, la società conobbe una buona fase di espansione alla fine degli anni '90, ma le vicende dell'11 settembre 2001 e la seguente congiuntura economica mondiale causarono una repentina riduzione dei passeggeri. Inoltre il mancato declassamento dell'aeroporto di Milano-Linate, che sarebbe dovuto avvenire a favore dello scalo di Malpensa, non causò quel vuoto di mercato che la dirigenza aveva previsto di riempire.
La Gandalf tentò perciò di riconvertirsi in una compagnia tradizionale, ma senza successo. Le attività di volo furono interrotte il 19 febbraio 2004; il fallimento fu dichiarato il 29 febbraio dal tribunale di Parma e, il 14 febbraio 2011, fu richiesto il rinvio a giudizio per 16 persone con vari capi d'imputazione.

## Flotta
| Tipo di aereo                | Immagine | In flotta |
| ---------------------------- | -------- | --------- |
| Fairchild-Dornier 328-100    |          | 4         |
| Fairchild-Dornier 328-300JET |          | 7         |